# Love story (you and me)
Love story (you and me) is een liedje geschreven door Randy Newman. Het is afkomstig van zijn door Lenny Waronker en Van Dyke Parks geproduceerde album Randy Newman uit 1968 Het lied gaat over het dagelijks leven. Je raakt verliefd, verloofd, getrouwd, krijgt (eventueel) kinderen, voedt ze op, kijkt The Late Show. Daarna dooft het leven omdat je kinderen je naar Florida sturen om je pensioen te vieren en om uiteindelijk te sterven.
Het is niet duidelijk of Randy Newman het ooit op single heeft uitgebracht. Een aantal andere artiesten vond het wel een single waard:
- The Brothers (1967, dus voordat Newman het zelf uitbracht, platenlabel White Whale)
- Alan Price Set (1968)
- Jack Jones (1968, als B-kant van L.A. break down)
- Trini Lopez (1969)
- David Essex (1968)
- Peggy Lee (1970)
- Liza Minnelli (1970)
- Diana Ross met The Jackson 5 (1971), als B-kant van Feelin’ alright
- Kristen Banfield (1973), als B-kant van Love story (where do I begin)

## NPO Radio 2 Top 2000
Love Story (You and Me) stond alleen in 1999 in de NPO Radio 2 Top 2000, op plek 1706.